# Calophyllum subsessile
Calophyllum subsessile är en tvåhjärtbladig växtart som beskrevs av George King. Calophyllum subsessile ingår i släktet Calophyllum och familjen Calophyllaceae. Inga underarter finns listade i Catalogue of Life.